# 1955 în științifico-fantastic
- 1954 în științifico-fantastic — 1955 în științifico-fantastic — 1956 în științifico-fantastic

1955 în științifico-fantastic a implicat o serie de evenimente:
- 1 octombrie, apare primul număr al revistei Colecția „Povestiri științifico-fantastice” editată de Știință și Tehnică

## Nașteri și decese

### Nașteri
- 7 ianuarie - Karen Haber, scriitor american.
- 29 ianuarie - Pierre Bordage, scriitor francez.
- 1 februarie - Michael Haulică, scriitor român.
- 7 februarie - Steven Gould, scriitor american.
- 23 aprilie - Paul J. McAuley, scriitor britanic.
- 22 octombrie - Doru Pruteanu, scriitor, critic, eseist, animator science-fiction (d. 2006)
- 6 noiembrie - Catherine Asaro, scriitor american.
- 23 noiembrie - Steven Brust, scriitor american.

- Roland Emmerich
- Volker Ferkau
- Jeffrey Ford
- Michael Jan Friedman
- James Alan Gardner
- W. Michael Gear
- Uwe Helmut Grave (d. 2018)
- Simon R. Green
- Frank W. Haubold
- Nina Kiriki Hoffman
- Volker Krämer (d. 2011)
- Levi Krongold
- Geoffrey A. Landis
- Paul J. McAuley
- Pat Murphy
- Margret Schwekendiek
- Nisi Shawl

### Decese
- 2 octombrie : Nathan Nat Schachner, scriitor american (60 ani).

- Heinrich Hauser (n. 1901)
- Heinrich Nowak (n. 1890)
- Otto Soyka (n. 1881)

## Cărți
- Meteoritul de aur de Octavian Sava. Nuvelă în CPSF # 1 și 2
- A 12-a variantă de Leonid Petrescu

### Romane
- Crisalidele de John Wyndham
- Sfârșitul eternității de Isaac Asimov
- Jefuitorii de trupuri de Jack Finney
- Loterie solară de Philip K. Dick
- Marțieni, cărați-vă acasă de Fredric Brown
- Norul lui Magellan de Stanisław Lem
- Revolt on Alpha C de Robert Silverberg

### Colecții de povestiri
- A Handful of Darkness de Philip K. Dick
- Citizen in Space de Robert Sheckley

### Povestiri
- „Marea experiență” de Mircea Naumescu
- „Proxima Centauri” de Mircea Brateș
- „Inimă de ciută” de Adrian Rogoz și Cristian Ghenea
- „Întâmplare obișnuită” de  P. Stănescu
- „Cetățean în spațiu” de  Robert Sheckley
- „Un bilet pentru Tranai” de  Robert Sheckley
- „Expendable” de Philip K. Dick
- „Foster, ești mort!” de Philip K. Dick
- „The Hood Maker” de Philip K. Dick
- „The Singing Bell” de Isaac Asimov

## Filme
- The Beast with a Million Eyes regizat de David Kramarsky
- Bride of the Monster regizat de Edward D. Wood, Jr.
- Conquest of Space regizat de Byron Haskin
- Creature with the Atom Brain regizat de Edward L. Cahn
- Godzilla Raids Again regizat de Motoyoshi Oda
- It Came from Beneath the Sea regizat de Robert Gordon
- King Dinosaur regizat de Bert I. Gordon
- Monster Snowman regizat de Ishirō Honda
- The Quatermass Xperiment regizat de Val Guest
- Revenge of the Creature regizat de Jack Arnold
- Tarantula regizat de Jack Arnold
- This Island Earth regizat de Jack Arnold, Joseph Newman

## Premii
- Premiul Hugo pentru cel mai bun roman - Mașina eternității de Mark Clifton și Frank Riley